# Тайся-дзукури
Тайся-дзукури (яп. 大社造り, «стиль Тайся») — один из старейших архитектурный стилей синтоистских храмов в Японии. Назван в честь Идзумо тайся — древнего храма, расположенного в Идзумо, префектура Симане.

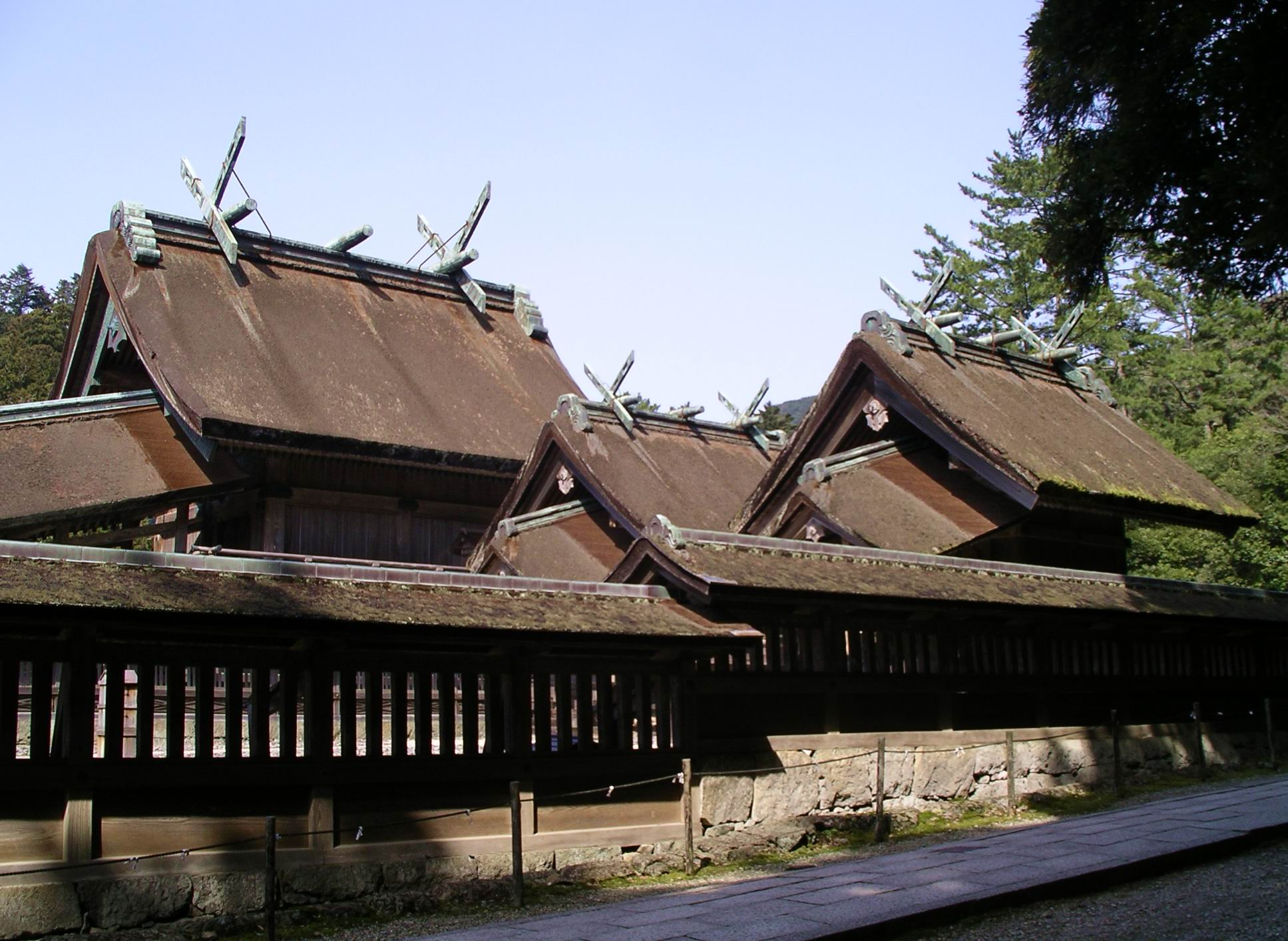
Крыши Идзумо тайся

Для этого стиля характерны щипцовые крыши с двумя и более скатами. Подпирающие фронтон деревянные столбы и центральный столб (яп. 心の御柱, син-но-михасира) указывают на древнее происхождение стиля. Часть столбов играют лишь декоративную роль, центральный столб имеет диаметр 10,9 см и выполняет сакральную функцию. Пол приподнят над землёй. Вход может располагаться на стороне фронтона или на боковой стене. От симмэй-дзукури его отличает крытая лестница, по которой попадают в главное здание.
Древнейшим сохранившимся (не перестраивавшимся) зданием в этом стиле считается хондэн (главное святилище) храма Камосу в Мацуэ, префектура Симане. Храм был построен в 1582 году и сегодня включён в список Национальных сокровищ Японии.